# Procès des seize
Pour le procès des 16 durant le procès de Moscou de 1936, voir Procès de Moscou.
Le procès des seize, dit également procès des Polonais de Moscou, est le procès politique des dirigeants de la Résistance  intérieure polonaise, tenu à Moscou en Union soviétique du 18 au 21 juin 1945. Les accusations fallacieuses de collaboration avec les nazis formulées à l’encontre des dirigeants de l’État polonais clandestin ont pour but de compromettre ces derniers aux yeux des populations occidentales mais aussi des Polonais qui refusent la domination soviétique.
L'enlèvement, l'arrestation et le procès des chefs polonais sont une violation flagrante du droit international mais les faibles réactions des gouvernements occidentaux sont le signe qu'ils n'ont pas l'intention de s'engager à garantir la démocratie et l'indépendance des Polonais. Deux semaines après la condamnation des dirigeants de la Pologne libre, les États-Unis et la Grande-Bretagne reconnaissent le 5 juillet 1945 gouvernement provisoire soumis au Kremlin, cessant de reconnaître le gouvernement polonais en exil à Londres, légal et légitime exilé à Londres, leur allié depuis le début de la guerre.

## Contexte
La conférence de Yalta du 4 au 11 février 1945 entérine les décisions de la conférence de Téhéran tenue du 28 novembre au 1er décembre 1943, c'est-à-dire l'annexion des territoires de l'Est de la Pologne par l'Union soviétique et l'entrée de la Pologne dans la sphère d'influence russe sous la houlette des communistes du Comité polonais de libération nationale. Cette décision est, sans surprise, refusée par le gouvernement polonais exilé à Londres, seul interlocuteur des Alliés occidentaux depuis 1939, trahi par cette décision de même que le sont toutes les forces armées polonaises combattant aux côtés des Alliés depuis le début de la guerre, en Pologne comme à l'étranger. Cette décision ouvre la porte aux persécutions des résistants polonais non communistes car l'ancien territoire polonais est désormais considéré comme soviétique.
Les relations diplomatiques entre la Pologne et la Russie soviétique sont rompues depuis le 25 avril 1943 par Staline, qui a refusé de s'expliquer sur la découverte des milliers de cadavres d'officiers polonais découverts dans des fosses de la forêt de Katyń. Lorsque l'Armée rouge traverse la frontière Est de la Pologne d'avant la guerre, le 4 janvier 1944, le premier ministre polonais Stanisław Mikołajczyk prononce à Londres un discours radiodiffusé à la Pologne dans lequel il déclare : « Nous aurions préféré rencontrer l'armée soviétique non seulement comme l'alliée de nos alliés, luttant contre le même ennemi, mais comme notre propre allié... Nous demandons que soient respectés les droits et les intérêts de la Pologne, son gouvernement et ses citoyens. » En Pologne, le général Tadeusz Bór-Komorowski, commandant en chef de l'Armia Krajowa (Armée de l'Intérieur polonaise), déclenche l'opération Tempête.
Celle-ci consiste à mener un combat insurrectionnel, zone par zone, en fonction de l'approche de l'Armée rouge et participer, avec elle, à la lutte contre l'ennemi hitlérien. Les unités de l'Armée de l'Intérieur livrent en 1944 trois grandes batailles apportant leur concours aux troupes soviétiques : dans la région de la Volhynie, puis pour libérer Wilno (opération Ostra Brama) et Lwów. Ce concours, comme toute autre aide apportée aux Soviétiques par l'Armée de l'Intérieur polonaise, connaît le même épilogue : l'anéantissement par les Russes des détachements de cette armée une fois que leur coopération militaire n'est plus nécessaire,.
L'Armée rouge refuse également de venir en aide à l'insurrection de Varsovie, qui débute le 1er août 1944, observant de l'autre côté de la Vistule l'annihilation par les Allemands de la capitale polonaise et de ses habitants.
Malgré la capitulation de Varsovie et la captivité du général Bór-Komorowski, l'état-major de la Résistance polonaise continue à fonctionner. Au début de janvier 1945, l'Armée rouge occupe la Pologne centrale et, le 19 janvier 1945, le général Leopold Okulicki (pseudonyme « Niedźwiadek », « Bébé ours »), qui remplace Bór-Komorowski, ordonne la dissolution de l'Armée de l'Intérieur dont le combat contre l'occupant hitlérien est terminé. Toutefois, le général et les autorités civiles de la Résistance restent dans la clandestinité pour ne pas être arrêtés par les Soviétiques comme cela a déjà été le cas des officiers et des dirigeants régionaux à l'est du pays. Dans cette première période de mise en place du pouvoir communiste, l'État polonais continue d'exister, bien que sous une forme purement symbolique, tâtonnant pour trouver un dénouement à cette situation.

## Enlèvement et l'arrestation
À la mi-février 1945, la police politique soviétique, le NKVD, lance une grande action visant à arrêter les dirigeants de la Résistance polonaise, reconnaissant toujours le gouvernement polonais de Londres. Elle est dirigée par Ivan Serov, un haut fonctionnaire du NKVD et l'un des responsables du massacre des officiers polonais à Katyn et repose sur une méthode éprouvée d'invitation à entamer des pourparlers, qui se terminent invariablement par des arrestations des résistants polonais.
Les Polonais se méfient alors que les gouvernements britannique et américain insistent pour que des contacts soient établis. Cela convainc finalement le vice-premier ministre Jan Stanisław Jankowski (pl). La délégation polonaise est élargie aux représentants de toutes les tendances politiques. Au cours d'un entretien préliminaire avec le colonel Pimenov, collaborateur de Serov qui représente le général Ivanov, les dirigeants polonais, militaires et politiques, exigent comme condition préalable la libération de tous les soldats, sous-officiers et officiers de l'Armia Krajowa emprisonnés par les Soviétiques, depuis leur conquête de la Pologne . Ils déclarent également vouloir se rendre à Londres pour consulter leur gouvernement. Pimenov s'engage à mettre un avion à leur disposition.
La délégation polonaise compte seize personnes dont le vice-premier ministre du gouvernement polonais en exil Jan Stanisław Jankowski et le commandant en chef de l'Armia Krajowa, le général Leopold Okulicki. Les autres sont tous membres du Conseil d'unité nationale (pl), le parlement démocratique de l'État polonais clandestin où siègent tous les représentants des partis politiques polonais, en dehors des communistes : Parti socialiste polonais (PPS), Parti paysan polonais (PSL), Parti national (en) (SN), Parti du travail (en) (SP) et Union démocratique (pl) (ZD).
Le 27 mars 1945, Jankowski, Okulicki, Pużak et Stemler-Dąbski viennent à Pruszków, près de Varsovie, en tant que traducteurs. Ils sont arrêtés, puis transportés par avion à Moscou et emprisonnés à la Loubianka. Ignorant ce fait, les autres représentants de la délégation polonaise se rendent à Pruszków le 28 mars et finissent de la même manière, dans une autre prison de Moscou.

## Procès à Moscou

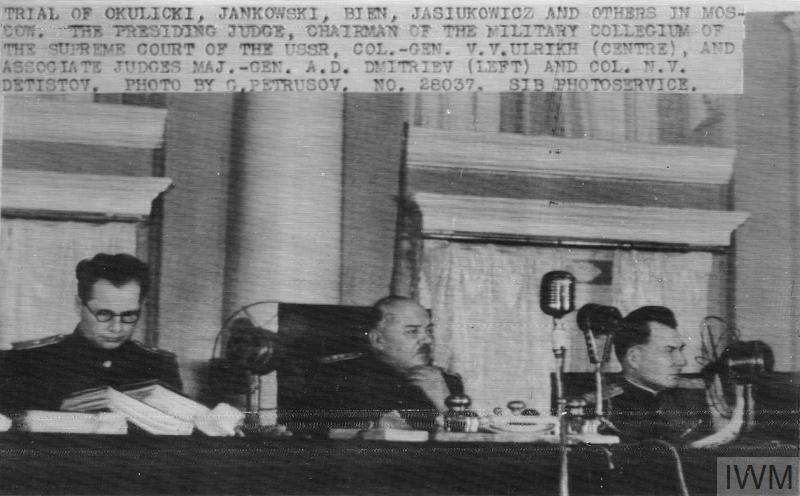
Les juges au procès : Général Vassili Oulrikh (centre), General A. Dmitriev (gauche) et Colonel N. Detistov (droite).

Durant trois mois d'enfermement à la Loubianka, les dirigeants polonais sont interrogés et « préparés » au procès public. Dans les procès politiques de ce type, il s'agit en effet d'obtenir les aveux le plus vite possible. Le procès commence le 18 juin, présidé par le général Vassili Oulrikh, juge habitué des procès politiques des années 1936-1938 et aidé par le procureur général militaire de l'Union soviétique, le général Afanassiev et Roman Roudenko, futur représentant soviétique au procès de Nuremberg. Les dirigeants polonais sont accusés d’avoir organisé en Pologne des actions de sabotage et de diversion dans les arrières de l’Armée rouge ainsi que d’avoir planifié une coalition antisoviétique polono-allemande. Les juges militaires soviétiques affirment par ailleurs l'illégalité de l'Armia Krajowa (AK), du Conseil d'unité nationale, du Gouvernement polonais en exil et de ses représentants en Pologne. Selon un scénario rodé, on fait venir à la barre des anciens soldats de l'AK, capturés plusieurs mois auparavant et déjà ayant été détruits par les tortures pratiquées par les membres du NKVD, qui récitent leurs pseudo- témoignages à charge contre l'Armée de l'intérieur et sa  pseudo-collaboration avec les Allemands.
Après trois jours du procès, les sentences sont prononcées :
- Leopold Okulicki (« Niedźwiadek ») (1888-1946), dernier commandant de l'Armia Krajowa et des forces armées de l'intérieur : condamné à 10 ans de réclusion. Il est assassiné en prison en décembre 1946 ;
- Jan Stanisław Jankowski (pl) (« Sobol ») (1882-1953), membre du Parti du Travail, délégué du Gouvernement Polonais en exil : condamné à 8 ans. Il est assassiné en prison à Vladimir le 13 mars 1953 ;
- Kazimierz Pużak (en) (1883–1950), militant socialiste, président du Conseil d'unité nationale : condamné à un an et demi. En 1948, condamné à 10 années de prison pour sa qualité de dirigeant du PPS-WRN, il meurt en prison ;
- Stanisław Jasiukowicz (pl) (1882–1950), délégué-adjoint du Gouvernement polonais et vice-ministre du Conseil national des ministres, membre du conseil d’administration du Parti National : condamné à 5 ans. Il est mort en prison à Boutyrka quelques jours avant la fin de sa détention, probablement assassiné ;
- Adam Bień (pl) (1899-1998), suppléant du délégué du Gouvernement polonais en exil, militant du Parti paysan : condamné à 5 ans de prison. Il rentre en Pologne et ne peut plus exercer son métier de juge ;
- Kazimierz Bagiński (pl) (1890-1966), vice-président du Conseil d’unité nationale, vice-président du Parti paysan : condamné à 1 an de prison et à sa libération, contraint d'émigrer aux États-Unis ;
- Stanisław Michałowski (pl) (1903-1984), membre du Conseil d’unité nationale, militant du Parti Démocrate : relaxé, qui fut en 1980, l’un des fondateurs du Syndicat Libre Solidarność ;
- Zbigniew Stypułkowski (en), représentant du Parti National auprès du Conseil d’unité nationale, l’un des fondateurs du Camp de la Grande Pologne : condamné à quatre mois, puis à son retour en Pologne, contraint à l'émigration vers la Grande-Bretagne ;
- Eugeniusz Czarnowski (pl) (« Adam ») (1904–1947), membre du Conseil d’unité nationale, militant du Parti Démocrate : condamné à six mois ;
- Józef Chaciński (pl), membre du Conseil d’unité nationale, militant du Parti du Travail : condamné à quatre mois d'emprisonnement ;
- Stanisław Mierzwa (pl)(1905–1985), militant du Parti paysan : condamné à quatre mois. Libéré, il est emprisonné de 1946 à 1953 par les autorités de la République populaire de Pologne ;
- Aleksander Zwierzyński (pl) (1880–1958), vice-président du Conseil d’unité nationale, militant du Parti National : condamné à huit mois ;
- Franciszek Urbanski (1891–1947), membre du Conseil d’unité nationale, militant du Parti démocrate chrétien : condamné à 4 mois de prison ;
- Kazimierz Kobylański (pl) (1892–1978), membre du Conseil d’unité nationale, militant du Parti National : relaxé ; évacué par le NKVD vers la Pologne où il est arrêté par la police politique polonaise (U.B) en septembre 1945 (en prison alors pour deux mois) puis libéré ; à nouveau arrêté par la police politique polonaise en 1947 et condamné alors par un " tribunal populaire " (juridiction d' exception) à une peine d'emprisonnement de huit  ans ; finalement libéré le 24 décembre 1954, avec interdiction de sortir de la Pologne ; décédé à Varsovie le 11 mai 1978.
- Józef Stemler-Dąbski (1886–1965), militant de la Croix-Rouge polonaise : relaxé ; arrêté par la police politique polonaise en 1950, il reste en prison jusqu’en 1956.